# Alto Paraíso (Paraná)
Alto Paraíso è un comune del Brasile nello Stato del Paraná, parte della mesoregione del Noroeste Paranaense e della microregione di Umuarama.